# Rio Meão
Rio Meão is een plaats (freguesia) in de Portugese gemeente Santa Maria da Feira en telt 4 688 inwoners (2001).